# 墨體密光鰓魚
墨體密光鰓魚（學名：Pycnochromis abruptus），又稱墨體密光鰓雀鯛，為輻鰭魚綱鱸形目雀鯛科密光鰓魚屬的其中一種，分布於中太平洋東部馬克薩斯群島海域，深度0至22公尺，本魚體呈卵圓形且側扁，體色深灰褐色，尾鰭白色，背鰭和臀鰭的狹窄後部呈透明狀，胸鰭基部有一個大黑點，背鰭硬棘12枚;背鰭軟條11-13枚;臀鰭硬棘2枚;臀鰭軟條11-12枚，體長可達5.4公分，棲息在水淺的珊瑚礁，以浮游生物為食，日行性，繁殖期時會成對出現，具有領域性，雄魚會保護魚卵直到卵孵化。